# داسكاريت
داسكاريت (بالبلغارية: Дъскарите)‏ قرية تقع إدارياً ضمن تريافنا في بلغاريا. تعتمد داسكاريت للبريد على الرمز البريدي 5363.